# Az 1860-as évek a labdarúgásban
A következő események voltak a labdarúgásban az 1860-as években a világon.

## Események
- 1860 – Megalapították a Lausanne Football and Cricket Clubot, a legrégebbi európai klubot. Más klubok is alakultak 1860-ban, beleértve a Cray Wandererst, a Hallam F.C.-t (a Sheffield F.C. helyi riválisa), a Wanderers F.C.-t (későbbi FA Kupa-győztes) és a TSV 1860 Münchent (noha ők nem játszottak labdarúgást 1899-ig).

- 1862 – Az Uppingham School segédtanára, John Charles Thring a Cambridge-i Szabályok alapján megalkotta a labdarúgás szabályait.

- 1862 – Megalakult a Notts County, amely a legrégebbi hivatásos labdarúgóklub, amely egyesületi labdarúgást játszik.

- 1863. október 26. – Megalapították az Angol labdarúgó-szövetséget Londonban a Great Queen Street-en a Szabadkőműves Kocsmában.

- 1867. február 12-március 5. – A Bramall Laneen lejátszották a Youdan Cup döntőjét, a világ első tornáját. Tizenkét sheffieldi klub vett részt a Sheffieldi Szabályok alkalmazásával: Broomhall, Fir Vale, Garrick, Hallam F.C. (a győztes), Heeley, Mackenzie, Mechanics, Milton, Norfolk, Norton, Pitsmoor és Wellington. A brit vasúti munkások játszották Argentína első labdarúgó mérkőzését.

- 1868. február – A második legrégebbi labdarúgó tornát, a Cromwell Cupot játszották le a Sheffieldi Szabályok szerint négy klubbal: Sheffield Wednesday F.C. (a győztes), Exchange, Garrick és Wellington.

## Születések
- 1862. január 21. – William Bromley-Davenport, angol labdarúgó
- 1862. július 31. – James Brown, angol labdarúgó
- 1862. augusztus 30. – John Brodie, angol labdarúgó
- 1863. január 9. – David Danskin, angol labdarúgó és az Arsenal FC társalapítója
- 1863. február 14. – William Arthur, angol labdarúgó
- 1863. augusztus – Jem Bayliss, angol labdarúgó
- 1863. szeptember 20. – Andrew Amos, angol labdarúgó
- 1863. ismeretlen dátum – Edward Brayshaw, angol labdarúgó
- 1864. február 14. – Richard Baugh, angol labdarúgó
- 1864. április 13. – Albert Aldridge, angol labdarúgó
- 1864. ismeretlen dátum – William Betts, angol labdarúgó
- 1865. március 18. – Frank Burton, angol labdarúgó
- 1865. április 23. – George Brann, angol labdarúgó
- 1866. október 5. – John Barton, angol labdarúgó
- 1867. január 19. – Henry Allen, angol labdarúgó
- 1867. április 7. – Albert Allen, angol labdarúgó
- 1869. január 27. – William Bassett, angol labdarúgó
- 1869. május 29. – Richard Barker, angol labdarúgó